# Nagatomo Yūto
Nagatomo Yūto (長友 佑都 (Trường Hữu Hựu Đô)) (sinh ngày 12 tháng 9 năm 1986) là một cầu thủ bóng đá chuyên nghiệp người Nhật Bản đang chơi ở vị trí hậu vệ cho câu lạc bộ FC Tokyo và đội tuyển quốc gia Nhật Bản.

## Thống kê sự nghiệp

### Câu lạc bộ
: Tính đến 20 tháng 9 năm 2020.
| Câu lạc bộ          | Mùa giải            | Giải đấu             | Giải đấu | Giải đấu | Cúp quốc gia1 | Cúp quốc gia1 | Cúp liên đoàn2 | Cúp liên đoàn2 | Châu lục3 | Châu lục3 | Other4 | Other4 | Tổng cộng | Tổng cộng |
| Câu lạc bộ          | Mùa giải            | Giải đấu             | Trận     | Bàn      | Trận          | Bàn           | Trận           | Bàn            | Trận      | Bàn       | Trận   | Bàn    | Trận      | Bàn       |
| ------------------- | ------------------- | -------------------- | -------- | -------- | ------------- | ------------- | -------------- | -------------- | --------- | --------- | ------ | ------ | --------- | --------- |
| FC Tokyo            | 2007                | J. League Division 1 | 0        | 0        | —             | —             | 1              | 0              | —         | —         | —      | —      | 1         | 0         |
| FC Tokyo            | 2008                | J. League Division 1 | 29       | 3        | 3             | 0             | 3              | 0              | —         | —         | —      | —      | 35        | 3         |
| FC Tokyo            | 2009                | J. League Division 1 | 31       | 1        | 1             | 0             | 4              | 1              | —         | —         | —      | —      | 36        | 2         |
| FC Tokyo            | 2010                | J. League Division 1 | 12       | 1        | —             | —             | 1              | 0              | —         | —         | —      | —      | 13        | 1         |
| FC Tokyo            | Tổng cộng           | Tổng cộng            | 72       | 5        | 4             | 0             | 9              | 1              | —         | —         | —      | —      | 85        | 6         |
| Cesena (mượn)       | 2010–11             | Serie A              | 16       | 0        | —             | —             | —              | —              | —         | —         | —      | —      | 16        | 0         |
| Cesena (mượn)       | Tổng cộng           | Tổng cộng            | 16       | 0        | —             | —             | —              | —              | —         | —         | —      | —      | 16        | 0         |
| Internazionale      | 2010–11             | Serie A              | 13       | 2        | 3             | 0             | —              | —              | 3         | 0         | —      | —      | 19        | 2         |
| Internazionale      | 2011–12             | Serie A              | 35       | 2        | 1             | 0             | —              | —              | 7         | 0         | —      | —      | 43        | 2         |
| Internazionale      | 2012–13             | Serie A              | 25       | 0        | 2             | 0             | —              | —              | 8         | 2         | —      | —      | 35        | 2         |
| Internazionale      | 2013–14             | Serie A              | 34       | 5        | 2             | 0             | —              | —              | —         | —         | —      | —      | 36        | 5         |
| Internazionale      | 2014–15             | Serie A              | 14       | 0        | 1             | 0             | —              | —              | 3         | 0         | —      | —      | 18        | 0         |
| Internazionale      | 2015–16             | Serie A              | 22       | 0        | 4             | 0             | —              | —              | —         | —         | —      | —      | 26        | 0         |
| Internazionale      | 2016–17             | Serie A              | 16       | 0        | 0             | 0             | —              | —              | 4         | 0         | —      | —      | 20        | 0         |
| Internazionale      | 2017–18             | Serie A              | 11       | 0        | 2             | 0             | —              | —              | —         | —         | —      | —      | 13        | 0         |
| Internazionale      | Tổng cộng           | Tổng cộng            | 170      | 9        | 15            | 0             | —              | —              | 25        | 2         | —      | —      | 210       | 11        |
| Galatasaray (mượn)  | 2017–18             | Süper Lig            | 15       | 0        | 1             | 0             | —              | —              | —         | —         | —      | —      | 16        | 0         |
| Galatasaray         | 2018–19             | Süper Lig            | 17       | 1        | 0             | 0             | —              | —              | 7         | 0         | 1      | 0      | 25        | 1         |
| Galatasaray         | 2019–20             | Süper Lig            | 15       | 1        | 2             | 1             | —              | —              | 6         | 0         | 1      | 0      | 24        | 2         |
| Galatasaray         | Tổng cộng           | Tổng cộng            | 47       | 2        | 3             | 1             | 0              | 0              | 13        | 0         | 2      | 0      | 65        | 3         |
| Marseille           | 2020–21             | Ligue 1              | 1        | 0        | 0             | 0             | —              | —              | 0         | 0         | 0      | 0      | 1         | 0         |
| Tổng cộng sự nghiệp | Tổng cộng sự nghiệp | Tổng cộng sự nghiệp  | 306      | 16       | 22            | 1             | 9              | 1              | 38        | 2         | 2      | 0      | 377       | 20        |

1Bao gồm Emperor's Cup và Coppa Italia.
2Bao gồm J. League Cup.
3Bao gồm UEFA Champions League và UEFA Europa League.
4Bao gồm Turkish Super Cup.

### Đội tuyển quốc gia
| Nhật Bản  | Nhật Bản | Nhật Bản |
| Năm       | Trận     | Bàn      |
| --------- | -------- | -------- |
| 2008      | 7        | 1        |
| 2009      | 11       | 2        |
| 2010      | 16       | 0        |
| 2011      | 10       | 0        |
| 2012      | 10       | 0        |
| 2013      | 12       | 0        |
| 2014      | 10       | 0        |
| 2015      | 10       | 0        |
| 2016      | 5        | 0        |
| 2017      | 10       | 0        |
| 2018      | 9        | 0        |
| 2019      | 12       | 1        |
| 2021      | 9        | 0        |
| 2022      | 11       | 0        |
| Tổng cộng | 142      | 4        |

#### Bàn thắng quốc tế
| #  | Ngày                 | Địa điểm           | Đối thủ   | Bàn thắng | Kết quả | Giải đấu                 |
| -- | -------------------- | ------------------ | --------- | --------- | ------- | ------------------------ |
| 1. | 13 tháng 11 năm 2008 | Saitama, Nhật Bản  | Syria     | 1–0       | 3–1     | Giao hữu                 |
| 2. | 31 tháng 5 năm 2009  | Tokyo, Nhật Bản    | Bỉ        | 1–0       | 4–0     | Giao hữu                 |
| 3. | 8 tháng 10 năm 2009  | Shizuoka, Nhật Bản | Hồng Kông | 2–0       | 6–0     | Vòng loại Asian Cup 2011 |
| 4. | 10 tháng 10 năm 2019 | Saitama, Nhật Bản  | Mông Cổ   | 3–0       | 6–0     | Vòng loại World Cup 2022 |